# رون ويبر
رون ويبر (بالإنجليزية: Ron Weber)‏ هو معلق رياضي أمريكي، ولد في 10 سبتمبر 1933 في لوك هيفن، بنسيلفانيا في الولايات المتحدة.